# Rue Lacharrière
La rue Lacharrière est une voie du 11e arrondissement de Paris, en France.

## Situation et accès
La rue Lacharrière est une voie publique située dans le 11e arrondissement de Paris. Elle débute au 73, boulevard Voltaire et se termine au 61, rue Saint-Maur.
La rue est située dans le quartier où ont été groupés des noms d'officiers tués pendant la défense de Paris (1870-1871).

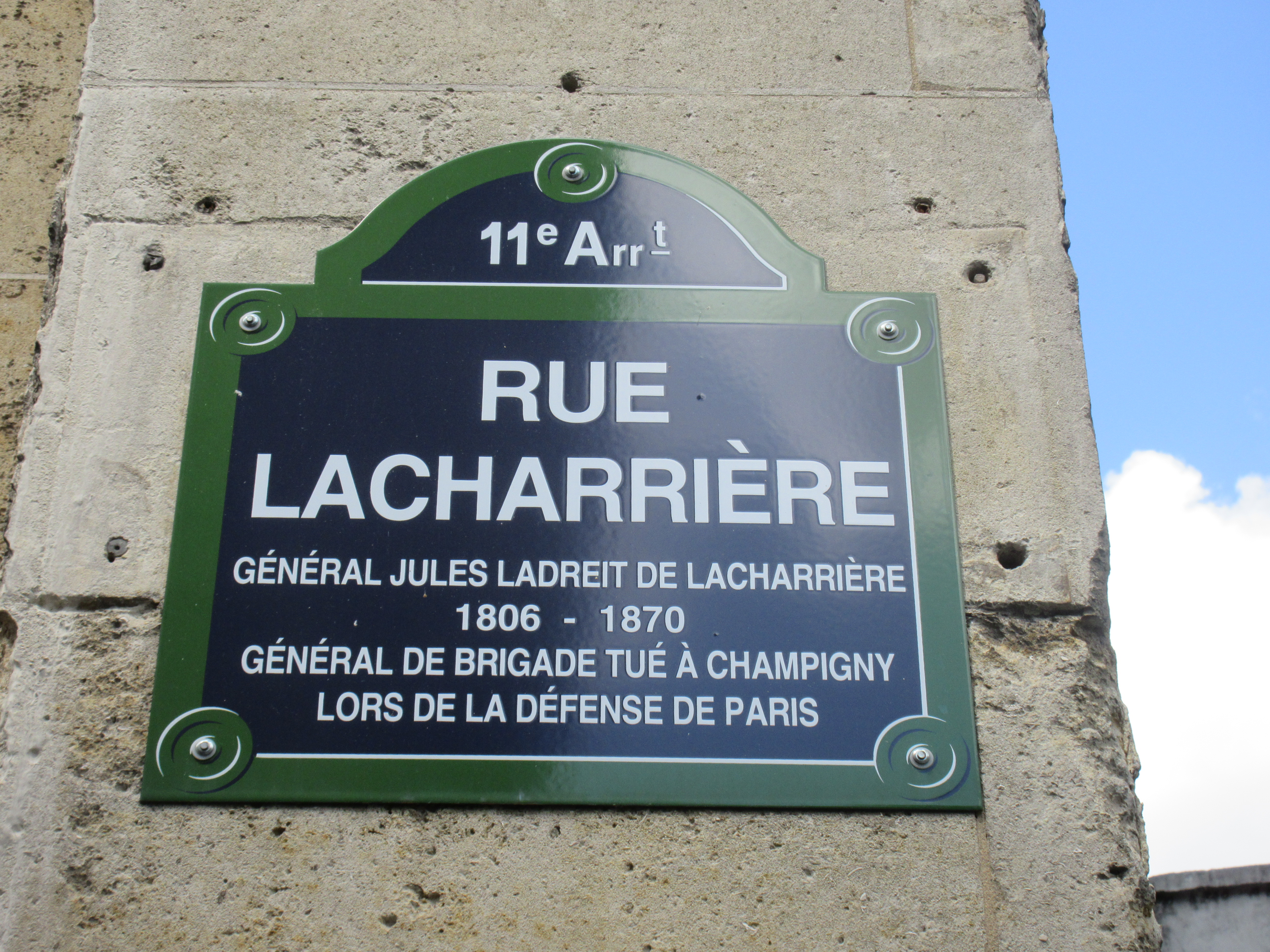

## Origine du nom
Elle porte le nom du général de brigade, Jules Marie Ladreit de Lacharrière (1806-1870), tué à la bataille de Champigny.

## Historique
Dans le cadre de la reconstruction de l'église Saint-Ambroise, la précédente ayant été démolie pour permettre le percement du boulevard Voltaire, est déclarée d'utilité publique le 24 janvier 1863 l'ouverture de la rue entre la nouvelle place et l'avenue Parmentier à l'emplacement d'une impasse partant de l'avenue Parmentier. La voie nouvelle est baptisée « rue Saint-Irénée ».
Après la destruction des abattoirs de Ménilmontant en 1867, la rue est prolongée jusqu'à la rue Saint-Maur. Cette rue nouvelle est nommée « rue Lacharrière » par décret du 10 février 1875.
La rue Saint-Irénée est également renommée par arrêté du 23 juin 1877.

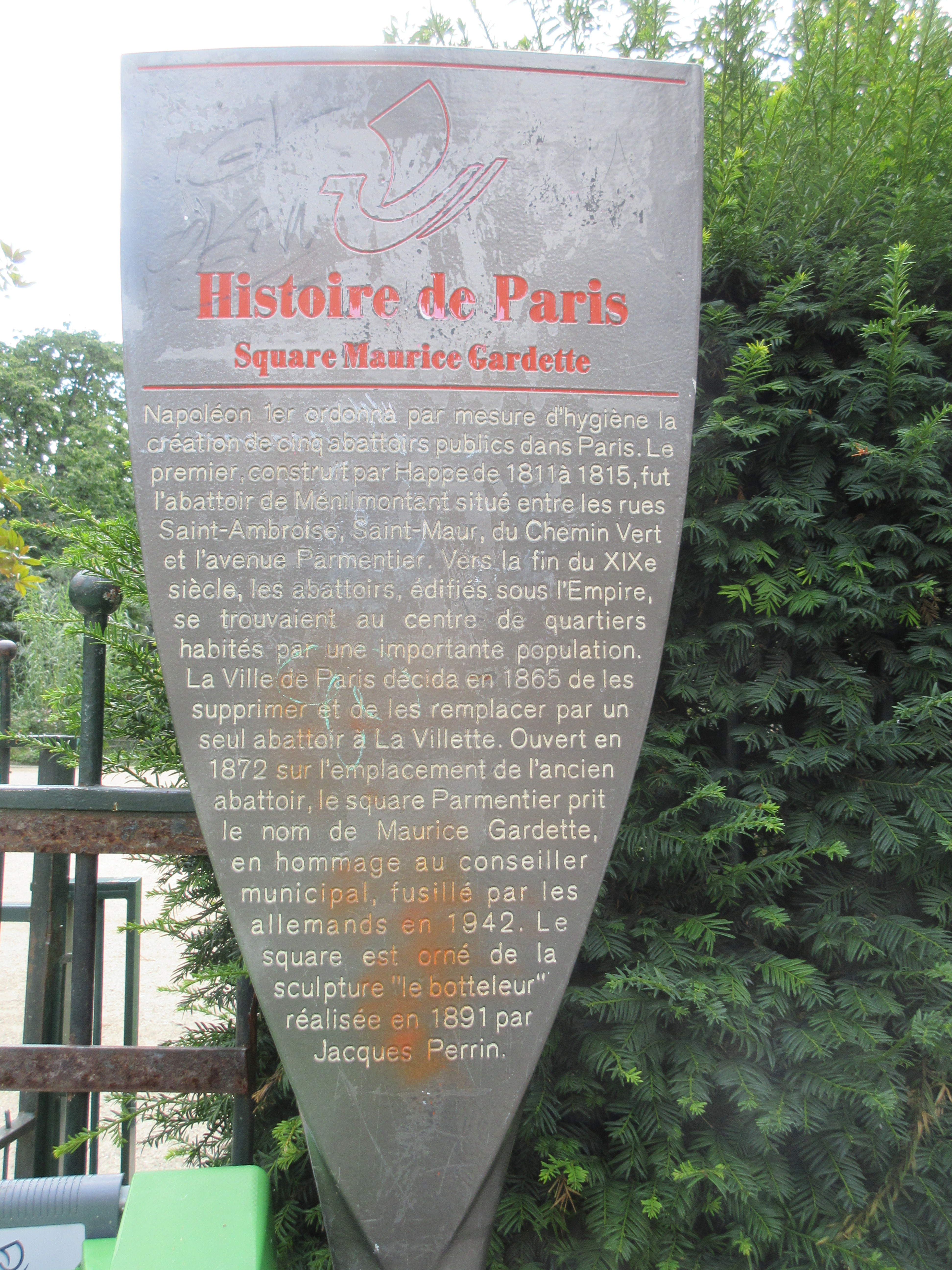
Panneau Histoire de Paris
« Square Maurice-Gardette »

## Bâtiments remarquables et lieux de mémoire
- Square Maurice-Gardette